# Ciclismo nos Jogos da Commonwealth de 2018
O ciclismo nos Jogos da Commonwealth de 2018 foi realizado nas cidades Brisbane e Gold Coast, na Austrália, entre 5 e 14 de abril. 
As provas de pista foram disputadas no Velodrómo Anna Meares em Brisbane, o ciclismo de estrada na Praia de Currumbin, em Gold Coast, enquanto que o mountain bike foi disputado nas trilhas do Parque Nacional de Nerang, também em Gold Coast.
Um total de 26 eventos foram disputados: quatro no ciclismo de estrada, dois no mountain bike e vinte no ciclismo de pista (incluindo quatro eventos para atletas de elite com deficiência). Em outubro de 2016 a Federação dos Jogos da Commonwealth (CGF) adicionou três novas provas femininas na competição: o keirin, a velocidade individual e a velocidade por equipes no ciclismo de pista, igualando o número de eventos para ambos os gêneros.

## Medalhistas

### Estrada
Masculino
| Evento                      | Ouro                          | Prata                            | Bronze                            |
| Corrida em estrada detalhes | Steele Von Hoff AUS Austrália | Jonathan Mould WAL País de Gales | Clint Hendricks RSA África do Sul |
| Contra o relógio detalhes   | Cameron Meyer AUS Austrália   | Harry Tanfield ENG Inglaterra    | Hamish Bond NZL Nova Zelândia     |

Feminino
| Evento                      | Ouro                         | Prata                              | Bronze                          |
| Corrida em estrada detalhes | Chloe Hosking AUS Austrália  | Georgia Williams NZL Nova Zelândia | Danielle Rowe WAL País de Gales |
| Contra o relógio detalhes   | Katrin Garfoot AUS Austrália | Linda Villumsen NZL Nova Zelândia  | Hayley Simmonds ENG Inglaterra  |

### Mountain bike
Masculino
| Evento                 | Ouro                          | Prata                          | Bronze                          |
| Cross-country detalhes | Samuel Gaze NZL Nova Zelândia | Anton Cooper NZL Nova Zelândia | Alan Hatherly RSA África do Sul |

Feminino
| Evento                 | Ouro                      | Prata                        | Bronze                 |
| Cross-country detalhes | Annie Last ENG Inglaterra | Evie Richards ENG Inglaterra | Haley Smith CAN Canadá |

### Pista
Masculino
| Evento                           | Ouro                                                                              | Prata                                                               | Bronze                                                                      |
| Velocidade individual detalhes   | Sam Webster NZL Nova Zelândia                                                     | Jack Carlin SCO Escócia                                             | Jacob Schmid AUS Austrália                                                  |
| Velocidade por equipes detalhes  | Sam Webster Eddie Dawkins Ethan Mitchell NZL Nova Zelândia                        | Ryan Owens Philip Hindes Joseph Truman ENG Inglaterra               | Nathan Hart Jacob Schmid Patrick Constable Matthew Glaetzer* AUS Austrália  |
| Perseguição individual detalhes  | Charlie Tanfield ENG Inglaterra                                                   | John Archibald SCO Escócia                                          | Dylan Kennett NZL Nova Zelândia                                             |
| Perseguição por equipes detalhes | Leigh Howard Sam Welsford Kelland O'Brien Alex Porter Jordan Kerby* AUS Austrália | Kian Emadi Ethan Hayter Oliver Wood Charlie Tanfield ENG Inglaterra | Jay Lamoureux Aidan Caves Derek Gee Michael Foley Adam Jamieson* CAN Canadá |
| 1 km contra o relógio detalhes   | Matthew Glaetzer AUS Austrália                                                    | Eddie Dawkins NZL Nova Zelândia                                     | Callum Skinner SCO Escócia                                                  |
| Corrida por pontos detalhes      | Mark Stewart SCO Escócia                                                          | Campbell Stewart NZL Nova Zelândia                                  | Ethan Hayter ENG Inglaterra                                                 |
| Keirin detalhes                  | Matthew Glaetzer AUS Austrália                                                    | Lewis Oliva WAL País de Gales                                       | Eddie Dawkins NZL Nova Zelândia                                             |
| Scratch race detalhes            | Sam Welsford AUS Austrália                                                        | Campbell Stewart NZL Nova Zelândia                                  | Christopher Latham ENG Inglaterra                                           |

* Participaram apenas das eliminatórias, mas receberam medalhas.
Feminino
| Evento                           | Ouro                                                                       | Prata                                                                        | Bronze                                                                             |
| Velocidade individual detalhes   | Stephanie Morton AUS Austrália                                             | Natasha Hansen NZL Nova Zelândia                                             | Kaarle McCulloch AUS Austrália                                                     |
| Velocidade por equipes detalhes  | Stephanie Morton Kaarle McCulloch AUS Austrália                            | Natasha Hansen Emma Cumming NZL Nova Zelândia                                | Lauren Bate Katy Marchant ENG Inglaterra                                           |
| Perseguição individual detalhes  | Katie Archibald SCO Escócia                                                | Rebecca Wiasak AUS Austrália                                                 | Annette Edmondson AUS Austrália                                                    |
| Perseguição por equipes detalhes | Alexandra Manly Annette Edmondson Ashlee Ankudinoff Amy Cure AUS Austrália | Kirstie James Rushlee Buchanan Racquel Sheath Bryony Botha NZL Nova Zelândia | Allison Beveridge Annie Foreman-Mackey Ariane Bonhomme Stephanie Roorda CAN Canadá |
| 500 m contra o relógio detalhes  | Kaarle McCulloch AUS Austrália                                             | Stephanie Morton AUS Austrália                                               | Emma Cumming NZL Nova Zelândia                                                     |
| Corrida por pontos detalhes      | Elinor Barker WAL País de Gales                                            | Katie Archibald SCO Escócia                                                  | Neah Evans SCO Escócia                                                             |
| Keirin detalhes                  | Stephanie Morton AUS Austrália                                             | Kaarle McCulloch AUS Austrália                                               | Natasha Hansen NZL Nova Zelândia                                                   |
| Scratch race detalhes            | Amy Cure AUS Austrália                                                     | Neah Evans SCO Escócia                                                       | Emily Kay ENG Inglaterra                                                           |

EAD
| Evento                                        | Ouro                                                 | Prata                                                | Bronze                                           |
| Velocidade B&VI masculino detalhes            | Neil Fachie Matt Rotherham (piloto) SCO Escócia      | James Ball Peter Mitchell (piloto) WAL País de Gales | Brad Henderson Tom Clarke (piloto) AUS Austrália |
| 1 km contra o relógio B&VI masculino detalhes | Neil Fachie Matt Rotherham (piloto) SCO Escócia      | James Ball Peter Mitchell (piloto) WAL País de Gales | Brad Henderson Tom Clarke (piloto) AUS Austrália |
| Velocidade B&VI feminino detalhes             | Sophie Thornhill Helen Scott (piloto) ENG Inglaterra | não atribuídas                                       | não atribuídas                                   |
| 1 km contra o relógio B&VI feminino detalhes  | Sophie Thornhill Helen Scott (piloto) ENG Inglaterra | não atribuídas                                       | não atribuídas                                   |

## Quadro de medalhas
| Ordem | País          | Medalha de ouro | Medalha de prata | Medalha de bronze | Total |
| ----- | ------------- | --------------- | ---------------- | ----------------- | ----- |
| 1     | Austrália     | 14              | 3                | 6                 | 23    |
| 2     | Inglaterra    | 4               | 4                | 5                 | 13    |
| 3     | Escócia       | 4               | 4                | 2                 | 10    |
| 4     | Nova Zelândia | 3               | 9                | 5                 | 17    |
| 5     | País de Gales | 1               | 4                | 1                 | 6     |
| 6     | Canadá        |                 |                  | 3                 | 3     |
| 7     | África do Sul |                 |                  | 2                 | 2     |
| TOTAL | TOTAL         | 26              | 24               | 24                | 74    |